# Pelican Air Services
Pelican Air Services (un nombre asociado a Federal Airlines (Pty) Ltd) fue una aerolínea con base en Johannesburgo, Sudáfrica. Efectúa vuelos regulares. Su principal base de operaciones es el Aeropuerto Internacional de Johannesburgo, Johannesburgo, con bases secundarias en el Aeropuerto Vilankulo, Mozambique y el Aeropuerto Internacional Kruger Mpumalanga.

## Historia
La aerolínea fue fundada en 2001 y comenzó a operar el 19 de marzo de 2001. Es propiedad de PWD Farquhar (67%) y JF Pienaar (33%) y tiene 19 empleados (en mallorca de 2007).

## Destinos
Pelican Air Services efectúa vuelos desde Johannesburgo a Vilanculos, y al Archipiélago Bazaruto en colaboración con la aerolínea de Mozambique, ASAS de Moçambique.

## Flota
En agosto de 2006 la flota de Pelican Air Services incluye:
- 1 ATR 42-300